# Kecskeméti György
Kecskeméti György (Makó, 1901. október 31. – Auschwitz, 1944. július) magyar író, újságíró.

## Családja
Kecskeméti Ármin és Magyar Irma fia, Kecskeméti Pál (1901–1980) ikertestvére. 1928. december 16-án Budapesten házasságot kötött az aradi születésű Keller Ágotával, Keller Izsó és Baracs Leontin lányával. Gyermekei Ferge Zsuzsa (1931–2024) szociológus, egyetemi tanár és Kecskeméti Károly (1933–2021) történész-levéltáros.

## Életpályája
1911–1919 között a makói József Attila Gimnázium diákja volt. A Pázmány Péter Tudományegyetem hallgatója volt, itt szerzett bölcsészdoktori oklevelet is (1920–1925). Ezt követően oktató lett a pesti zsidó gimnáziumban. 1931-ben a Pester Lloyd szerkesztője, 1936-ban pedig felelős szerkesztője lett. 1927 és 1936 között a Századunk, 1936-37 között a Szép Szó munkatársa.